# Jacob van Foreest (1778-1854)
Jhr. Jacob van Foreest (Alkmaar, 17 mei 1778 - huis Heemse, 28 maart 1854) was lid van de ridderschap en Provinciale Staten van Overijssel.
Van Foreest werd in 1778 in Alkmaar geboren als zoon van Nanning van Foreest en Wilhelmine Christine le Chastelain. Hij trouwde op 7 juli 1796 te Gramsbergen met jkvr. Maria Clara gravin van Rechteren, dochter van Christiaan Lodewijk graaf van Rechteren en Ermgard Ebella Juliana barones van Raesfelt tot Heemse. Hij hertrouwde als weduwnaar in 1821 met Helena Gezina barones van Coeverden (1786-1858), dochter van baron Johannes Josephus Wigbold, tot Kamferbeek en Hillegonda Cornelia Bartha van Ermel. Uit het eerste huwelijk werden elf kinderen en uit het tweede huwelijk werden vier kinderen geboren. Na het overlijden van de grootmoeder van zijn eerste echtgenote, Clara Feyoena van Raesfelt-van Sytzama, kwam het door haar bewoonde Huis Heemse in het bezit van Van Foreest en zijn echtgenote. Hij zou er blijven wonen tot zijn overlijden in 1854. In 1820 komt hij eveneens door vererving in het bezit van Huis Collendoorn nabij Hardenberg. Hij verkoopt deze voormalige havezate in 1842. In 1821 verwerft hij deels door koop en deels door vererving Huis Gramsbergen, een voormalige havezate die hij in 1822 laat afbreken.
Van Foreest werd bij Koninklijk Besluit van 28 maart 1815 lid van de Ridderschap van Overijssel, waarmee hij en zijn nageslacht tot de Nederlandse adel gingen behoren. Hij was in de periode 1814-1819 namens de eigenerfden en in de periode 1829-1847 namens die ridderschap lid van Provinciale Staten van Overijssel.